# Ga Bình Đông
Ga Bình Đông (tiếng Trung: 屏東車站; bính âm: Píngdōng Chēzhàn) là một ga đường sắt ở Bình Đông, Đài Loan do Cục Đường sắt Đài Loan phục vụ .